# Asho Chin jezik
Asho Chin jezik (ISO 639-3: csh; poznat je i pod imenima asho, ashu, khyang, kyang, qin, sho, shoa), tibetsko-burmanski jezik iz Burme i Bangladeša, kojim govori oko 10 000 u Burmi (1991 UBS) i 2 340 u Bangladešu (1991 popis).
Jedan je od (4) sho jezika, šire južne kuki-chinske skupine. Ima četiri dijalekta, thayetmyo (thayetmo), minbu, lemyo i khyang koji bi mogli biti i posebni jezici.
U Burmi se govori u području uz rijeku Irrawaddy (Ayeyawaddy), a u Bangladešu u distriktima Bandarban, Chittagong i Rangamat

## Vanjske poveznice
- Ethnologue (14th)
- Ethnologue (15th)